# Sundsvalls västra
Sundsvalls västra (szw. Sundsvalls västra station) – stacja kolejowa w Sundsvall, w regionie Västernorrland, w Szwecji. Leży na dwóch liniach kolejowych Mittbanan i Ådalsbanan. Znajduje się około 500 metrów na zachód od centrum Stenstaden. Od 1 lutego 2017 właścicielem nieruchomości jest Sundsvalls kommuns Industrifastighetsutveckling AB.

## Linie kolejowe
- Kust till kust-banan